# Марія Клара Коутінью
Марія Клара Коутінью (порт. Maria Clara Lobo, 3 вересня 1998) — бразильська плавчиня.
Учасниця Олімпійських Ігор 2016 року, де в змаганнях груп посіла 6-те місце.